# Pseudhymenochirus merlini
Pseudhymenochirus merlini – gatunek płaza bezogonowego z rodziny grzbietorodowatych (Pipidae), jedyny przedstawiciel rodzaju Pseudhymenochirus. Jego najbliższym krewnym jest Hymenochirus.

## Występowanie
Zwierzę występuje w Afryce Zachodniej, od południa Gwinei Bissau przez zachodnią Gwineę do południowego Sierra Leone.
Jego siedlisko stanowią lasy, zarówno pierwotne, jak i zmodyfikowane działalnością ludzką. Zamieszkuje w nich zbiorniki wody stojącej, zwykle zamulone i zacienione przez korony drzew, ale także skaliste strumienie o wolnym nurcie. Bezogonowy dobrze sobie radzi w zbiornikach nowo utworzonych, unika natomiast obfitujących w ryby. Zapuszcza się na tereny rolnicze, jeśli znajduje tam zacienione zbiorniki wody.
Rozród przebiega właśnie w zbiornikach wodnych. Występuje w nim stadium larwalne zwane kijanką, prowadzące drapieżny tryb życia.

## Status
Płaz jest pospolity w obrębie swego zasięgu występowania. Trend populacyjny nie został jeszcze poznany przez naukę.
Nie stwierdza się poważnego zagrożenia wyginięciem. IUCN wymienia następujące zagrożenia dla gatunku:
- odłów przez ludzi w celach konsumpcyjnych
- wycinanie rzucających cień drzew
- zarybianie zbiorników wodnych

Płaz nie został do tej pory stwierdzony na żadnym obszarze chronionym.